# Hegyi Imre (labdarúgó)
Hegyi Imre (Budapest, 1951. augusztus 25. – 2007. szeptember 27.) magyar labdarúgó, csatár, edző.

## Pályafutása

### Klubcsapatokban
Az Újpesti Dózsa csapatában kezdte a labdarúgást. Tagja volt az 1973–74-es bajnokcsapatok Európa-kupája sorozatban az elődöntőig jutott együttesnek. 1974 és 1980 között a Tatabánya Bányász labdarúgója volt. Ezt követően játszott még a Haladásban és az MTK-VM-ben is.

### Edzőként
A másodosztályban szereplő FC Tatabánya csapatánál dolgozott vezetőedzőként (1995), pályaedzőként, illetve utánpótlás csapatok edzője volt.

## Sikerei, díjai
- Magyar bajnokság
  - bajnok: 1971–72, 1973–74
- Bajnokcsapatok Európa-kupája (BEK)
  - elődöntős: 1973–74